# Balta Doamnei, Prahova
Balta Doamnei este satul de reședință al comunei cu același nume din județul Prahova, Muntenia, România. Este atestat documentar în anul 1526.